# Anarkistens svigermor
Anarkistens svigermor (Anarchistova tchyně) je dánský němý film z roku 1906. Režisérem je Viggo Larsen (1880–1957). Film trvá zhruba 6 minut.

## Děj
Anarchista je ženou a tchyní načapán, jak objímá a líbá služku. Tchyně ho začne pronásledovat a anarchistovi nezbude nic jiného, než ji vyhodit do povětří.

## Obsazení
| Viggo Larsen       | anarchista          |
| Margrete Jespersen | manželka anarchisty |